# Pa Amadou Gai
Pa Amadou Gai (surnommé Daddy Gai) est un footballeur gambien, né le 18 juin 1984 à Bakau. Il joue au poste d'attaquant dans le club sénégalais de l'ASC HLM.
Il compte quatre sélections en équipe de Gambie de football.

## Carrière
Pa Amadou Gai fait ses débuts dans l'équipe sénior du Bakau United, basé à Bakau près de Bangui en 1997. Il termine cinq fois meilleur buteur du championnat. Lors de la première partie de la saison 2009 de la première division gambienne, il est le meilleur marqueur avec 9 buts en onze parties. En avril 2009 il est invité pour un essai avec l'Impact de Montréal, et par la suite est engagé par ce club de première division de l'USL. Lors de la présentation de l'équipe aux médias, il se décrit alors comme « un attaquant physique qui possède un très bon jeu de tête mais aussi une bonne technique ».Il est cependant libéré dès le 17 juillet suivant, s'adaptant mal à l'équipe et à une culture nouvelle pour lui.
Il retourne en Gambie et signe alors en août au Ron-Mango FC, équipe du Old Jeshwang Nawettan Championship. Il quitte ce club en 2010 pour s'engager avec l'équipe sénégalaise de l'ASC HLM

### En équipe nationale
Il a joué pour les équipes nationales de Gambie pour les niveaux U-17, U-20, U-23 et Senior.

## Statistiques
| Club         | année | pj | pd | MIN | B | P | PTS | C | E |
| ------------ | ----- | -- | -- | --- | - | - | --- | - | - |
| Montréal     | 2009  | 7  | 0  | 82  | 0 | 0 | 0   | 0 | 0 |
| Total Impact | ----  | 7  | 0  | 82  | 0 | 0 | 0   | 0 | 0 |
| Total USL    | ----  | 7  | 0  | 82  | 0 | 0 | 0   | 0 | 0 |